# Javier Aguirresarobe Zubía
Javier Aguirresarobe Zubía (Eibar, Guipúscoa, 10 d'octubre de 1948) és un director de fotografia basc.

## Biografia
Obtinguda la diplomatura en Òptica, va iniciar estudis de Periodisme. Més tard va ingressar a l'Escola Oficial de Cinema, on va coincidir amb Imanol Uribe, Ángel Luis Fernández i Julio Madurga, entre d'altres. Es va graduar el 1973.
El seu primer llarg va ser ¿Qué hace una chica como tú en un sitio como este? de Fernando Colomo (1978). En els seus inicis va treballar molt amb Imanol Uribe i Montxo Armendáriz, la qual cosa li va donar un gran reconeixement popular al País Basc.
La seva consagració a nivell nacional va venir de la mà d'Alejandro Amenábar, amb el qual va col·laborar en Los otros i Mar adentro. Amb Mar adentro guanyadora de l'Óscar a la millor pel·lícula estrangera del 2005, va obtenir el seu sisè premi Goya com a director de fotografia. La seva carrera professional està plagada de múltiples premis. Aquest any també un vídeo musical recopilatori de Joaquín Sabina titulat Punto... y seguido
El 2006 ha realitzat la pel·lícula Goya's Ghosts de Miloš Forman. El 2007 treballà amb Woody Allen en la pel·lícula Vicky Cristina Barcelona. El 2009 treballà amb John Hillcoat en la pel·lícula La Carretera (The Road), basada en la novel·la premi Pulitzer de Cormac McCarthy.
El 2009 va treballar com a director de fotografia amb Chris Weitz en Lluna nova i amb David Slade en Eclipsi. El 2013 va treballar amb Woody Allen en la pel·lícula Blue Jasmine.
Des de 2007 és membre de nombre de Jakiunde, Acadèmia de les Ciències, de les Arts i de les Lletres del País Basc.

## Premis i candidatures
Premis BAFTA
| Categoria         | Any  | Pel·lícula              | Resultat |
| ----------------- | ---- | ----------------------- | -------- |
| Millor fotografia | 2009 | La carretera (The Road) | Nominat  |

Premis Goya
| Categoria         | Any  | Pel·lícula             | Resultat  |
| ----------------- | ---- | ---------------------- | --------- |
| Millor fotografia | 2005 | Obaba                  | Nominat   |
| Millor fotografia | 2004 | Mar adentro            | Guanyador |
| Millor fotografia | 2003 | Soldados de Salamina   | Guanyador |
| Millor fotografia | 2001 | The Others             | Guanyador |
| Millor fotografia | 1998 | La niña de tus ojos    | Nominat   |
| Millor fotografia | 1996 | El perro del hortelano | Guanyador |
| Millor fotografia | 1995 | Antártida              | Guanyador |
| Millor fotografia | 1994 | Días contados          | Nominat   |
| Millor fotografia | 1993 | La madre muerta        | Nominat   |
| Millor fotografia | 1991 | Beltenebros            | Guanyador |
| Millor fotografia | 1987 | El bosque animado      | Nominat   |

Medalles del Círculo de Escritores Cinematográficos
| Categoria         | Any  | Pel·lícula           | Resultat  |
| ----------------- | ---- | -------------------- | --------- |
| Millor fotografia | 2005 | Obaba                | Nominat   |
| Millor fotografia | 2004 | Mar adentro          | Guanyador |
| Millor fotografia | 2003 | Soldados de Salamina | Guanyador |
| Millor fotografia | 2002 | Hable con ella       | Nominat   |
| Millor fotografia | 2001 | Los otros            | Guanyador |

XXX Festival Internacional de Cinema Fantàstic de Catalunya
| Any  | Títol | Categoria         | Resultat  |
| ---- | ----- | ----------------- | --------- |
| 1997 | 99.9  | Millor fotografia | Guanyador |

Altres
- Premi Nacional de Cinematografia (2004).
- Festival Internacional de Cinema de Cartagena de Indias: Premi a la millor fotografia per Secretos del corazón (1997).
- Premi del Jurat a la millor fotografia al Festival Internacional de Cinema de Sant Sebastià per Bwana (1996).
- Os de Plata al Festival Internacional de Cinema de Berlín per Beltenebros (1991).